# Kok Nam
Kok Nam (Lourenço Marques, 13 december 1939 — Maputo, 11 augustus 2012) was een Mozambikaans fotojournalist. In 2010 werd hij door Armando Artur, minister van Cultuur, omschreven als het "levende geheugen" van Mozambique, aanvankelijk als kolonie van Portugal en daarna als onafhankelijke staat.
Kok Nam was zoon van Chinese emigranten die zich aan het begin van de twintigste eeuw in Mozambique vestigden. Eind 1954 begon hij zijn journalistieke carrière bij Focus. Vanaf 1966 werkte hij voor de Diario de Mocambique, en in de jaren daarna verscheen zijn werk in meerdere kranten. Onder meer verschenen zijn foto's in de Noticias da Tarde, waar hij bevriend raakte met Ricardo Rangel, een bekend Mozambikaans fotograaf die hem verder onderwees.
In 1970 maakte Kok Nam deel uit van een groep journalisten die het weekblad Tempo oprichtten. Dit weekblad voerde voorzichtige oppositie in de Portugese kolonie. Kok Nam deed in die periode onder meer verslag van het leven van FRELIMO-rebellen en hun leiders. Toen in 1974 in Portugal door de Anjerrevolutie het autocratische regime viel, ging het weekblad een openlijk linksere koers varen, voor de onafhankelijkheid van Mozambique. In de eerste jaren van de Mozambikaanse onafhankelijkheid was  Tempo een invloedrijk weekblad. Veel foto's die het blad publiceerde waren afkomstig van Kok Nam.
In 1981 werd hij mede-oprichter en voorzitter van de Mozambikaanse beroepsorganisatie voor fotografen. In 1991 richtte hij met een groep journalisten het eerste onafhankelijke mediabedrijf Mediacoop op en sinds 1994 was hij directeur van het weekblad Savana.
Buiten Mozambique verschenen Kok Nams foto's onder meer in The New York Times, Time Magazine en The Observer.
- Bibliothèque nationale de France: cb15609134n (data)
- Gemeinsame Normdatei: 1018690913
- International Standard Name Identifier: 0000 0000 6253 3647
- Library of Congress Control Number: n89132688
- Système universitaire de documentation: 124489893
- Virtual International Authority File: 90586284
- WorldCat: E39PCjMkYMP4DTYXdtQWtMMwYP